# Hochroth Verlag

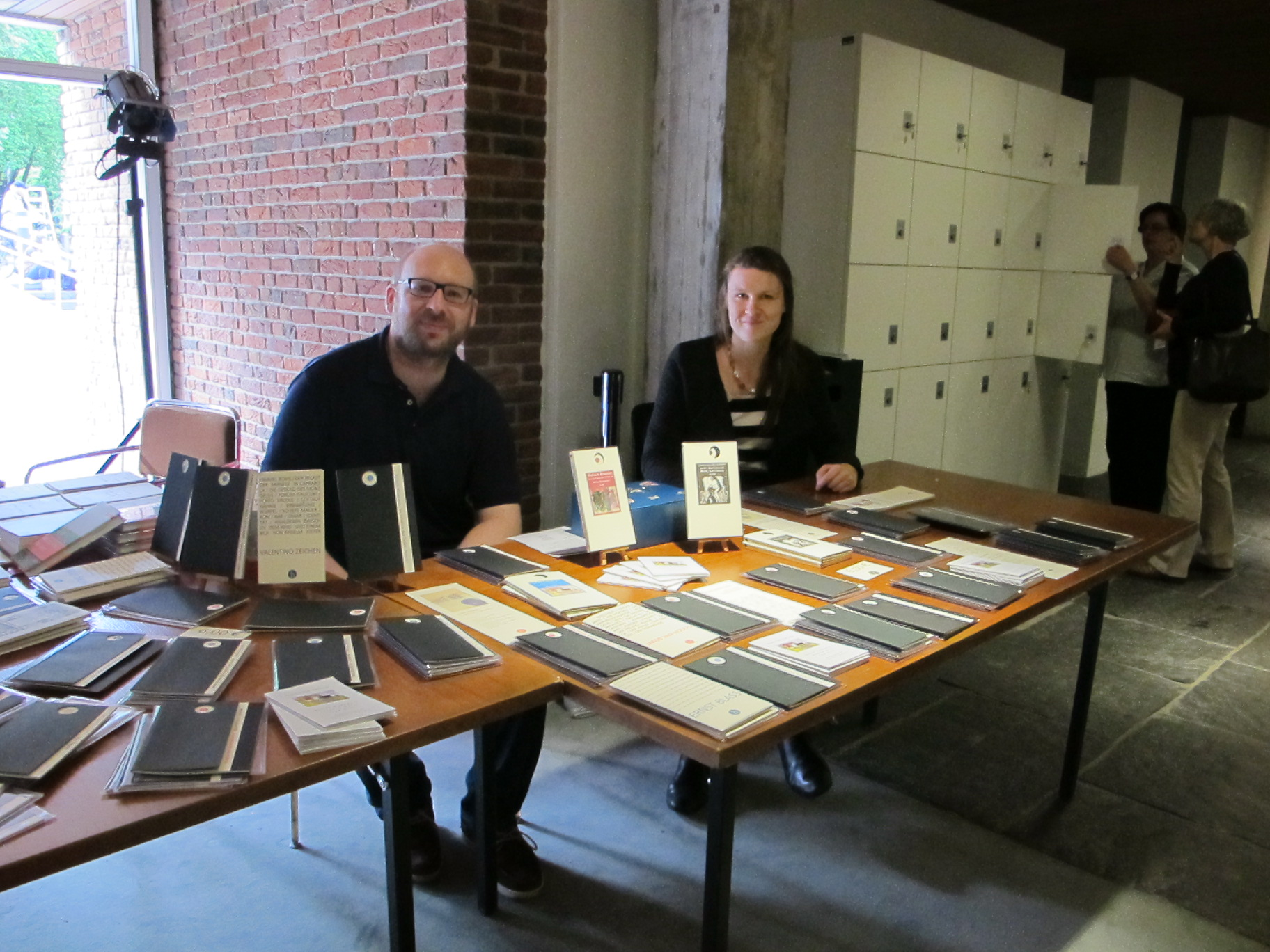
Stand des hochroth Verlags beim Lyrikmarkt in Berlin 2014

Der hochroth Verlag, gegründet 2008 von Marco Beckendorf, ist ein deutscher Independent-Verlag. Hauptsitz des Verlages waren bis 2011 Perleberg und Berlin, inzwischen gliedert sich der Verlag in Dependancen mit Sitz in Berlin, Bielefeld, Heidelberg, Leipzig, München, Paris, Wien und Wiesenburg.

## Verlagskonzept
Der Verlag versteht sich als Modellprojekt der alternativen Verlagsszene. Da in den letzten Jahren viele wichtige Lyrikreihen größerer Verlage eingestellt wurden, will er alternative Arten des Publizierens ausprobieren und weitere Verlagsinitiativen anregen. Im Gegensatz zur verbreiteten Tendenz, Gedichte online zu veröffentlichen, setzt hochroth also in klassischer Weise auf „Bücher zum Anfassen“. Der Verlag geht dabei neue Wege in der Produktion und im Vertrieb. So werden die Bücher in einer Mischung aus handgemachter und professioneller Fertigung hergestellt und weitgehend über den Direktvertrieb (Bücherstände, Bauchladen) verkauft. Die Auflagen werden flexibel der Nachfrage angepasst, die einzelnen Bände erhalten deshalb eine laufende Nummer.

## Programm
Schwerpunkte des Verlagsprogramms sind zeitgenössische Lyrik, Übersetzungen fremdsprachiger Lyrik und in Vergessenheit geratene Dichter. 
Bei hochroth veröffentlichte Autoren:
Christine Anlauff, Sandra Beasley, Rolf Bossert, Nora Bossong, Adelbert von Chamisso, Kyriakos Charalambidis, Sven-André Dreyer, Albert Ehrenstein,  Iwan Goll, Benoît Gréan, Adrian Grima, Konstantin Hanack, Christian Hawkey, Emmy Ball-Hennings, Jakob van Hoddis, Hans Holländer, Lisa Jeschke, Luca Kieser, Helmut Krausser, Georg Kulka, Thomas Kunst, Liao Yiwu, Alfred Lichtenstein, Maik Lippert, Otto Nebel, Gerhard Ortinau, Pier Paolo Pasolini, Boris Preckwitz, Ivo Sachs, Nelly Sachs, Ulrike Almut Sandig, Mayra Santos-Febres, Joachim Sartorius, Valeri Scherstjanoi, Sabine Scho, Arthur Schopenhauer, Sabira Ståhlberg, Verena Stauffer, Ulf Stolterfoht, Friedrich Wilhelm Wagner,  Richard Wagner, Ernest Wichner, William Butler Yeats, Valentino Zeichen

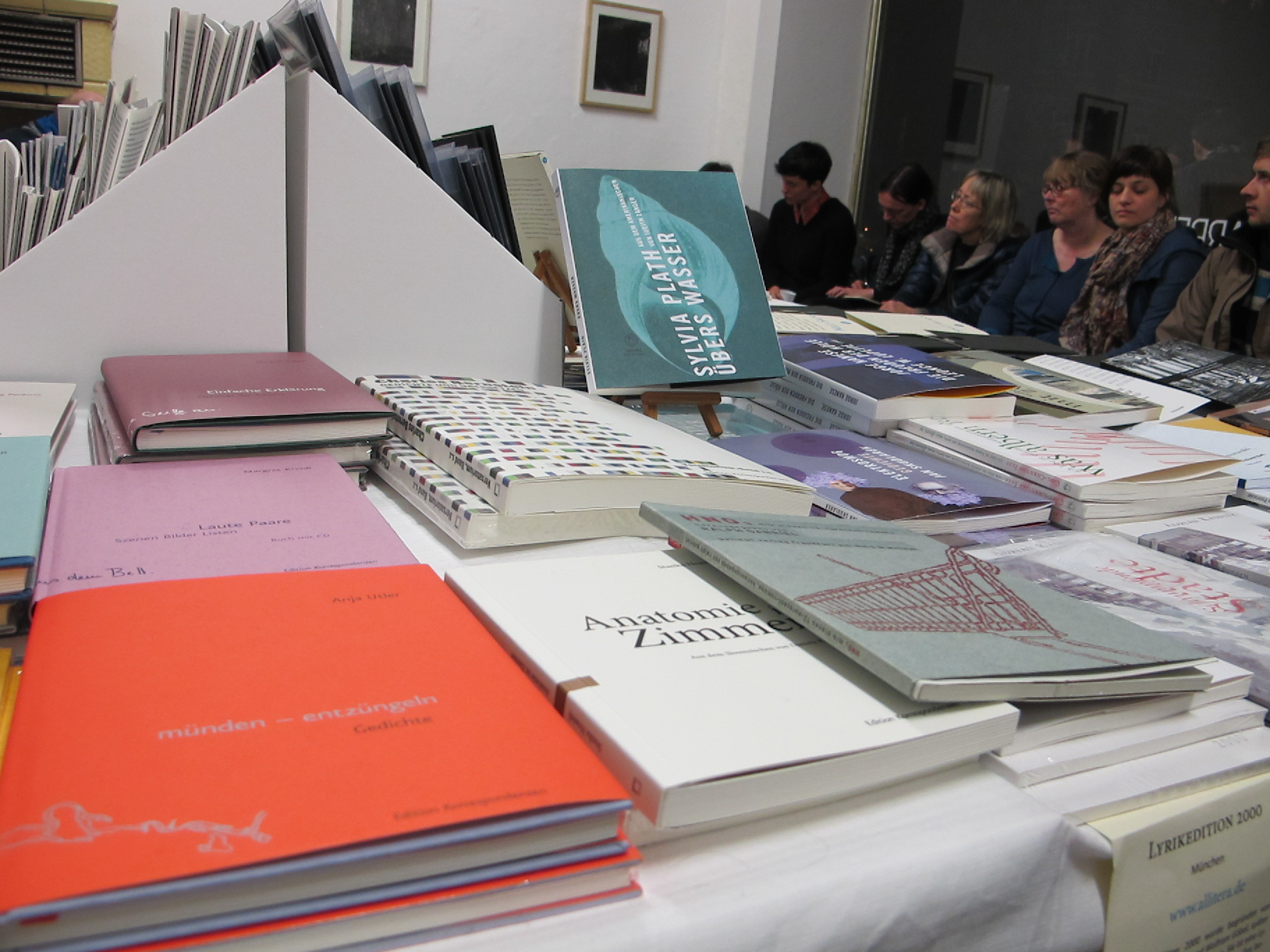
Lesung in der Buchhandlung der Lyrikverlage 2014

## Sonstiges
Der hochroth Verlag organisierte im September 2011 das 6. Perleberger Bücherfest. Außerdem arbeitete er mit verschiedenen Literaturinstituten wie der Literaturwerkstatt Berlin sowie dem Literaturhaus Berlin zusammen.
Zur Leipziger Buchmesse 2012 wurde von hochroth erstmals die Buchhandlung der Lyrikverlage initiiert, ein periodisches gemeinnütziges Projekt, mit dem Verlage gefördert werden sollen, die sich für die Publikation von Lyrik einsetzen.